# Plélo
Plélo (bret. Pleuloc'h, Gallo: Pléloc) to miejscowość i gmina we Francji, w regionie Bretania, w departamencie Côtes-d’Armor.
Według danych na rok 1990 gminę zamieszkiwało 2359 osób, a gęstość zaludnienia wynosiła 54 osoby/km² (wśród 1269 gmin Bretanii Plélo plasuje się na 253. miejscu pod względem liczby ludności, natomiast pod względem powierzchni na miejscu 108.).
- strona oficjalna Plélo. [dostęp 2009-09-16]. (fr.).